# Crepidodera decora
Crepidodera decora är en skalbaggsart som beskrevs av Charles Christopher Parry 1986. Crepidodera decora ingår i släktet Crepidodera och familjen bladbaggar. Inga underarter finns listade i Catalogue of Life.